# Boxhofen
Boxhofen ist ein Weiler in der Katastralgemeinde Edla der Stadtgemeinde Amstetten in Niederösterreich.
Der Weiler, der aus mehreren bäuerlichen Anwesen besteht, liegt westlich von Amstetten an der Wiener Straße (B1). Am 5. November 1805 war der Ort Austragungsort der Schlacht bei Amstetten, wo napoleonische Truppen auf russische Infanterie und Kavallerie stießen. Im Jahr 1822 wurde der Ort als Rotte mit fünf Häusern genannt, die nach Amstetten eingepfarrt war, wohin auch die Kinder eingeschult wurden. Die Herrschaft Zeillern besaß die Ortsobrigkeit, die Herrschaft Seisenegg übte die Landgerichtsbarkeit aus und die Herrschaft Amstetten besorgte die Konskription. Die Untertanen und Grundholde des Ortes gehörten der Herrschaft Zeillern. Auch im Franziszeischen Kataster von 1822 ist der Weiler vermerkt.